# Тлеполем
Тлеполе́м (грец. Tlepolemos) — син Геракла й Астіохи (можливо Астидамії, дочки Амінтора), дочки володаря теспротів Філаса, брат Телефа; в Аргосі випадково вбив свого двоюрідного діда Лікімнія, після чого мусив тікати; заснував на Родосі міста Лінд, Іаліс і Камейр. Тлеполем як один з претендентів на руку Єлени був учасником Троянської війни. Його вбив Сарпедон.